# アルベルト・フジモリ
アルベルト・ケンヤ・フジモリ・イノモト（スペイン語: Alberto Kenya Fujimori Inomoto、スペイン語発音: [alˈβeɾto fuxiˈmoɾi] アルベルト・フヒモリ、日本名：藤森 謙也（旧姓）、片岡 謙也、1938年7月26日 - 2024年9月11日）は、ペルーの学者、政治家、第54代大統領（在職：1990年7月28日 - 2000年11月17日）。娘は2011、2016、2021年のペルーの大統領候補で政治家のケイコ・フジモリ。日系人。なお、ペルーの国民身分登録にはアルベルト・フジモリ・フジモリ（スペイン語: Alberto Fujimori Fujimori）と記載されていた。
貧困対策や治安改善で成果を出したとして根強い人気を得る一方で、人権侵害を繰り返したり民主主義を軽視した姿勢を示したりしたことへの反発も強く、国内では評価が二分されている。
学位は農業工学修士（ラ・モリーナ国立農科大学）、数学修士（ウィスコンシン大学ミルウォーキー校）。

## 来歴

### 生い立ち
1938年、ペルーの首都リマのミラフロレス区で仕立物屋を営む父・直一と母・ムツエの間に生まれる。両親は日本の熊本県飽託郡河内村（現・熊本市西区河内町）出身であり、1934年にペルーへ移住した移民である。彼が誕生すると両親はリマの日本公使館に出生届を提出して日本国籍留保の意志を表したため、フジモリは日本国籍を保有することになった。
なお、フジモリの出生地について疑う意見も出たことがあり、政界向け雑誌「カレタス」の1997年7月号は、フジモリは実際は日本生まれで、ペルーの出生証明書が捏造されたもので、フジモリの母親は移民の際二人の子の母であると記載した、と書いた。これが事実の場合、大統領職をペルー生まれに限定しているペルー憲法に違反していたことになる。
後にフジモリはColegio Nuestra Señora de la Merced、La Rectoraで教育を受け、リマのLa gran unidad escolar Alfonso Ugarteを卒業した。その後、1957年にはラ・モリーナ国立農科大学の大学院に進学し、1961年農業工学専攻をクラス1位の成績で卒業した。

### 学者へ

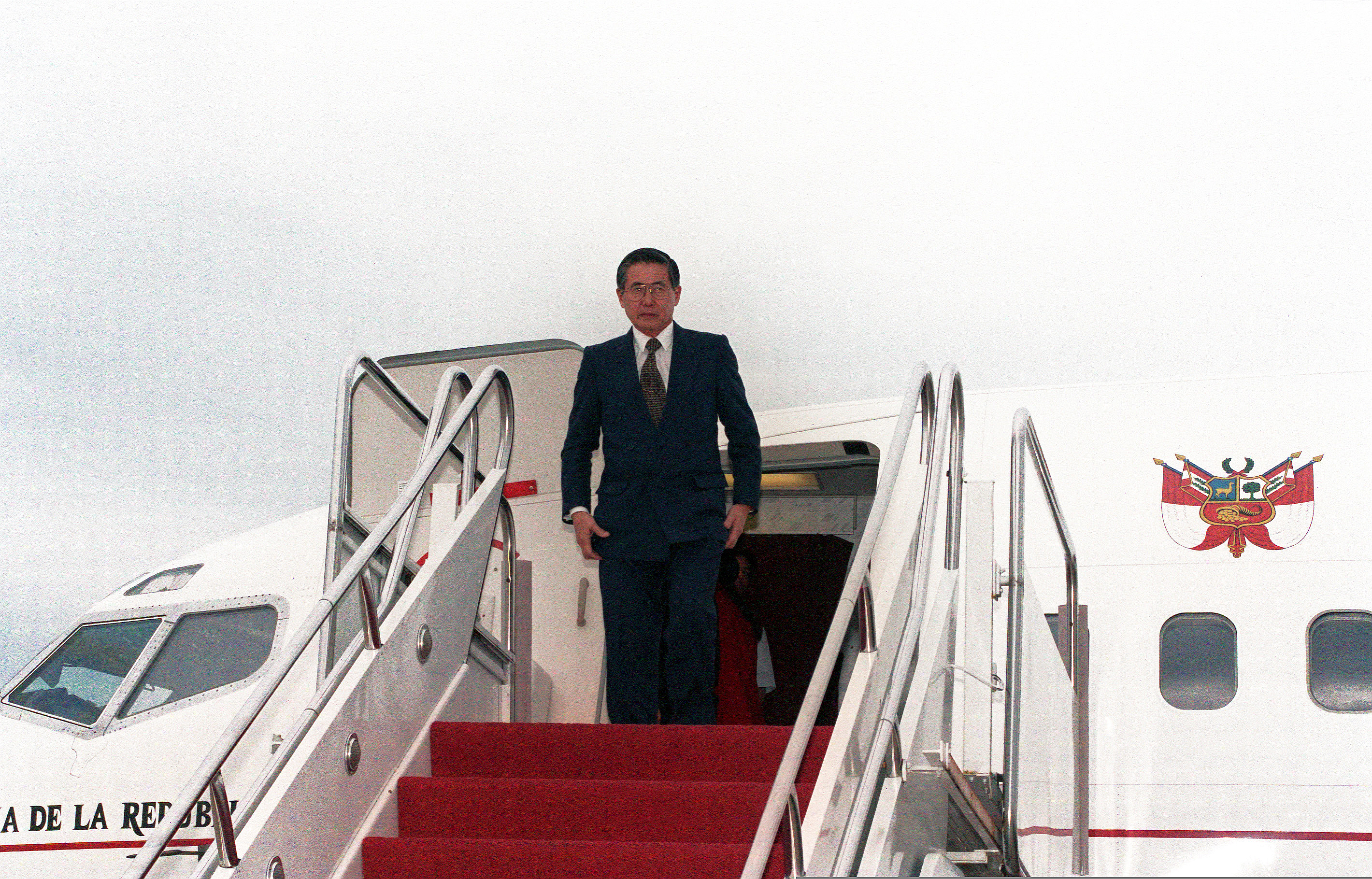
アルベルト・フジモリ　1998年

1962年にはラ・モリーナ国立農科大学で数学の講師に就き、1968年に助教授、1971年に教授へと昇進していく。この間、1964年にフランスのストラスブール大学へ留学、さらにフォード奨学金を得てアメリカ合衆国のウィスコンシン大学ミルウォーキー校大学院に留学する。一般数学と物理学の修士号を取得している。その後、母校である国立農業大学の理学部長に就任し、1984年には同大学総長に任命された。ペルー大学評議会の議長を二期務めている。また、ペルー国有テレビの討論番組「オンセルタンド」において、約一年半（1987年-88年）に渡って司会を務めた。

## 政治活動

### 大統領選挙へ出馬
1990年の大統領選挙に新党「変革90（カンビオ・ノベンタ、“cambio”は「変革」の意）」を結成して出馬したフジモリは、当初ダークホース的存在であったが、対立候補で後にノーベル賞を受賞することになる作家マリオ・バルガス・リョサを破り、同年6月10日の大統領選で圧勝した。国民は前大統領アラン・ガルシア政権に対し失望感を抱いており、それと同時に、有力候補であったバルガスを疑いの目で見ていたエスタブリッシュメント層を味方につけることにも成功した。
選挙期間中、フジモリにはel chino（エル・チーノ、中国人という意味だが、ペルーではかつてのフアン・ベラスコ・アルバラード もそうだったように親しみと軽い揶揄を込めて使われる）というニックネームがつけられた。また選挙中は「仕事、科学技術、勤勉」というスローガンを掲げていたため、エンジニア（El ingeniero）とも呼ばれた。東アジア出身者、あるいはその子で初めてラテンアメリカ諸国の国家元首になったのはガイアナの初代大統領で中国系のアーサー・チュンだが、当時のガイアナ大統領は名誉職的な存在であった。また、フジモリは東アジア系の人材も重用しており、フジモリの熱烈な支持者で中国系のビクター・ジョイウェイをペルーの首相に起用した。ペルーの大統領では初めて中華人民共和国を訪問 するなどアジア外交を展開した他、日系人がペルーの大統領になったことにより日本との外交も積極的に行われるようになり、日本からの融資なども引き入れることに成功した。尚、フジモリが大統領職を去った直後の1993年には、同じ日系人のクニオ・ナカムラ(1943－2020)がパラオで大統領に就任した。

### 大統領職（1990年 - 1992年）
フジモリは、大統領に就任すると大規模な経済改革を実行した。国際通貨基金 (IMF) による詳細な指導を基に、様々な国有財産の売却、国内法の改正、外国資本の石油、天然ガス、鉱物資源への投資を積極的に誘致した。これらの政策によってペルーのマクロ経済は安定を取り戻し、ガルシア政権下で落ち込んでいた外国との貿易額も劇的に改善した。のちに、この改革は「フジショック」と呼ばれた。
これらの政策を円滑に進めるため、鉱物・石油資源の開発計画を指導する部局を政府内に設置した。それまでは環境法により一元的に決定されていた化学物質の排出規制、廃棄物の処理手続きなどは、この組織によって開発プロジェクトごとに決定された。同時に国立公園、アンデス山脈地域、アマゾン川流域など保護地区での開発規制を撤廃した。

### 議会閉鎖と憲法破棄
1990年、フジモリは大統領選挙で勝利した が、共和国議会での彼の政党変革90の議席数は3番手に留まった。これはアメリカ革命人民同盟と作家マリオ・バルガス＝リョサの設立した民主戦線後に続く勢力ではあったものの、下院180議席中32議席、上院で62議席中14議席を得たにすぎなかった。
このため、政府と議会の関係は政権の始まりからの緊張と対立を孕んだものとなった。行政上の議会の監督や、1979年憲法で制定された民主主義の原則は、フジモリ大統領の直接的なポピュリストの見地から厄介な存在だった。議会は政府に立法権を付与したにもかかわらず、その後の法令の改正により大統領を苛立たせ、大統領は議会が承認した法律を順守した。
フジモリは議会と伝統的政治とを通じた「大衆（ポピュラリティー）の危機」を利用して、これが国家の問題、特に危機管理に対する障害の側面を強調した。 議会閉鎖と権力の絶対的なコントロールを計画し始めた。
憲法秩序の破棄は、最終的に1992年4月5日の夜、「アウトゴルペ」として知られるようになった。 フジモリは、共和国議会を解散し、司法権の活動を中止するように国家にメッセージを出した。各都市に配置された軍は、主要な民主主義機関の本部と政治的反対派の住宅を取り囲み、メディアに襲撃をかけ、ジャーナリストのグスタボ・ゴリッティ（スペイン語版）らを誘拐した。 自作クーデターは市民の過半数によって支持され、同時にさらに8年間続いていくフジモリ政府の民主的な正当性に疑問を投げかけるものとなった。

憲法がその修正のための仕組みを提供しているのは事実だが、（中略）憲法は現在の任務においてはほぼその役割を終え、我々はペルー再建のために必要な法的手段のみを有することとなるだろう。 （中略）
ペルー離陸を可能とするすべての深い変化を作り出す機関または仕組みとは何か？間違いなく、議会も司法も現在の変化を代表するものではなく、むしろ変革と進歩を阻止している。共和国大統領として、私はこれらの歪みを直接証明し、この国家再生プロセスを軽減するための例外的態度を取る責任を感じる。私は以下の重大な措置を講じることを決めた。
1. 立法権の新しい組織構造の承認まで、共和国議会を一時的に解散する。これは国民投票により承認される。
2. 司法支部、国家治安審議会、憲法保証裁判所、公務員の誠実で効率的な管理の再編。
3. 国家資源の不正使用者に対する大幅な制裁強化につながる十分かつ時宜を得た行政監督を達成するための会計監査官事務の再編。

1992年4月5日、アルベルト・フジモリ・フジモリ
1992年11月13日、ハイメ・サリナス・セド少将（外部リンク）はペルー軍兵士と決起し、「自作クーデター」後に崩壊した民主的秩序を再確立しようと試みた。軍の襲撃を受けたフジモリはすぐに日本大使館に駆け込み、彼らを暗殺を試みたとして非難した。 まもなく、少将らは投獄された。
その後、フジモリは事実上の政権運営を開始した。この政府は、独裁的だとして指摘された「緊急国家復興政府」として洗礼を受けた。内外からの圧力（主に米州機構）のため、民主制議会のための迅速な選挙が招集された。1993年の憲法国民投票（Referéndum constitucional de Perú de 1993）で52.24％を獲得し 勝利した結果、新憲法が公布され、国家機能が変わり、大統領の権限強化がなされ、 検察の力が低下したことに加えて、議会の権限が切断されることとなった。

### テロとの戦いと人権侵害
フジモリ政権初期、マオイスト系テロ組織センデロ・ルミノッソの激しいテロ攻撃とチェ・ゲバラ系のトゥパック・アマル革命運動が起こった。1992年7月16日、リマ、ミラフローレス地区のタラタ通りで20名もの犠牲を出した自動車爆弾爆発事件 は、この時代を代表する流血事件となった。
国家警察（DIRCOTE）と軍隊（FF.AA）とを中心とした新たな「反＝反乱作戦」が立案された。ペルー軍の助けを借り、パトロールをDECAS（反破壊的民間防衛委員会）に委ね、テロ組織のリーダーを逮捕した。その結果、ペルー国内でのテロ行為は大幅に減少した。
一方で、国家による抑圧や深刻な人権侵害に関連した暴力行為もあった。 1991年12月、15人もの市民が殺害されるバリオス・アルトス虐殺事件が起こった。 1992年7月にはエンリケ・グスマン・イ・バジェ国立教育大学で9人の学生と教授の殺害事件（ラ・カントゥタ事件）が起こった。これらのアクションは、テロ組織センデロ・ルミノッソの潜伏メンバーとの闘いのために設立された準軍事グループである「コリーナ部隊」によって行なわれた。これはペルー版「汚い戦争（la guerra sucia)」として見られた。
ペルーの海軍、軍隊、国家警察の情報サービスは、軍事訓練された通称「ロンデロス（Ronderos）」と呼ばれる民兵自衛組織Rurales de la Sierraと手を結び、テロ組織により強い打撃を与えた。 1992年7月、脱走中だったトゥパック・アマル革命運動のリーダー、ビクトル・ポライ・カンポスの逮捕が達成された。 9月12日、さらなるテロ組織への強烈な一撃が見舞われた。この日、[[ケティン・ビタル大佐]]（スペイン語版）が率いる国家テロ対策部隊（DINCOTE）の特別グループGEINは、ペルーでマオイスト体制を確立しようとしているセンデロ・ルミノッソの指導者アビマエル・グスマンを他の組織幹部とともに平和裡に捕らえることに成功した。
その後、センデロ・ルミノッソは撤退し、数年後にはペルー高原の森へとその規模を縮小され、重大な脅威ではなくなった。 このようにしてフジモリは10年にも渡るテロ活動を縮小へと導いた。

これに関して、真実和解委員会（la Comisión de la Verdad y Reconciliación(CVR)）は、「一般的な結論」として以下のように述べている。
50、真実和解委員会は1985年から国家警察の諜報活動がテロ組織の組織形態と行動に関するより正確な知識を得るようになり、結果、国家テロ対策部隊（DINCOTE）による組織指導者の逮捕が達成された事、とりわけ、1992年7月にビクトル・ポライ・カンポス、同年9月12日にアビマエル・グスマンの逮捕はテロ組織を戦略的敗北へ導く要因となった事を記録している。
100、（しかし、同時に）1992年に開始された「反＝反乱作戦」は反乱者たちの政治行政組織（OPA）から選択的な排除をしている。ペルー国家情報局顧問ブラディミロ・モンテシノスに関連して、「コリーナ部隊」と名付けられた死の部隊が行動し、殺人、強制失踪、虐殺を行なった。真実和解委員会は、アルベルト・フジモリ大統領とブラディミロ・モンテシノスとペルー国家情報局高官が「コリーナ部隊」によって行なわれた殺人、強制失踪、虐殺に対して刑事責任を負うことを確認する証拠を握っている。
一般的な結論―真実和解委員会

### 再選
1995年、大統領の再選を許可する新憲法のもと、フジモリは大統領選挙に立候補し、ハビエル・ペレス・デ・クエヤル前国連事務総長を64.42％の得票で破り、再選された（Elecciones generales de Perú de 1995）。

### 恩赦法
1995年6月、フジモリ大統領は議会の賛成多数で恩赦法を公布した。この法律は進行中だった調査、「反＝反乱作戦」期間中に国家権力によって行なわれた人権侵害などの裁判を終わらせるものだった。また、エクアドル国境紛争に巻き込まれた国家捜査官や1992年に憲法秩序を回復しようと決起したジェイメ・サリナス・セド少将たちも含まれていた。 また、法の施行はペルー情報局員およびコリーナ部隊のメンバーの解放も許可した。
この法律（法26479）は補完的な法26492とともに、中米人権裁判所の判決によって数年後に有効力を持たなくなった。

### 憲法の真正解釈法の制定
1996年、フジモリは1993年憲法で禁止されている3度目の大統領選で立候補する権利を得るために、「憲法の真正解釈法（Interpretación Auténtica de la Constitución）」と呼ばれる法律を制定した。これには憲法を取り巻く政治論争が起こった。

1993年憲法第112条において、大統領は直ちまたは憲法の定める期間が経過した後でのみ再選されることが可能になるとされているが、この真正解釈法に従えば、1990年の大統領選挙は1993年憲法が効力を発揮しておらず、それ以前に制定された1979年の旧憲法下であったため、数えられないものとされた。 この解釈に従って、フジモリは一度のみ大統領候補（1995年）となったにすぎないとし、2000年に2度目の（実質的には3度目となる）立候補が行なわれた。
「真正の解釈、その再選は第112条に帰する。憲法を参照し、その憲法文書の制定後に公布された大統領令より条件づけられる。 したがって、計算上は遡及的にされないと真に解釈し、大統領任期は（1993年）憲法の有効性の前に開始されたとする」法律第26657号
一方、解釈法を批判する人々は、法律起草者が述べたように、1990年のフジモリ大統領の任期が1979年の憲法の有効性の中で開始された以上（1979年憲法では直ちの再選は禁止されていた）、再選は認められないとした。したがって、第2期目は、再選を許可する1993年憲法再選を許可が1990年に開始された大統領令に適用されたと仮定した場合にのみ正当化することができると主張した。
こうした対立状況の下、学生の抗議、労働組合、そして数多くの市民団体の抗議運動が起きた。憲法裁判所はこれを違憲としたが、最終的に最高裁で三選支持とする判決が下り、フジモリの三選が可能となった。

### 日本大使公邸人質事件
1996年12月17日にはトゥパク・アマル革命運動による日本大使公邸人質事件が発生した。この事件は1997年4月22日、ペルー軍コマンド部隊が公邸に突入して解決したが、フジモリ大統領の独裁的権力に対する批判は次第に高まっていった。

### 言論統制
1992年以来、フジモリ大統領は政府の腐敗隠蔽のため、テレビ局や新聞に介入を開始したとして非難されている。国の主要メディアの取締役のほとんどが賄賂を受け、ほとんど常に政権に有利なように報道された。この政策を担当していたのが、影の存在から政府の強力な人物になるペルー情報局顧問のブラディミロ・モンテシノスだった。
ジャーナリストに対する脅迫が行なわれた。とりわけ、政府が批判に晒されているのが、ジャーナリスト、セザー・ヒルデブラント（スペイン語版）の解雇で、彼の殺害計画が「ベルムーダス計画（Plan Bermudas）」の名で報告された。 1997年5月には、フレクエンシア・ラティーナ（Frecuencia Latina）チャンネルの所有者だったイスラエル市民Baruch Ivcher がペルーの国籍を剥奪された。 さらに、Ivcherは憲法裁判所のメンバーの解雇に対する反対を主張したために、国を離れることを余儀なくされた。自ら発行する小規模の新聞の資金調達も批判された。その新聞は反フジモリ派で、表紙で彼らをからかったりしていた。

### エクアドルとの戦争と平和
19世紀初頭に独立した共和国として誕生して以来、1998年に至るまでペルー、エクアドル両国はアマゾン川流域とアンデス山脈の国境線に領土問題を抱えていた。この問題は大コロンビア時代から継承され、3度（1941年、1981年と1995年）深刻な状態に達し、短い戦争を起こした。国境紛争は一世紀半の長きに渡り、ペルー・エクアドルの貿易関係強化を妨げる主要な要因でもあった。
1995年、北東の国境地帯、コルディジェラ・デル・コンドル山脈でエクアドルとの武力衝突があった。その年の3月に、ブラジリアのイタマラチ大統領宮殿で休戦が調印されたものの、その後数年間ペルーとエクアドル関係は緊迫した状況が続き、その最中にはペルー軍兵士に日本人が殺されるペルー早稲田大学探検部員殺害事件も起きた。1998年8月ハミル・マワ大統領がペルーを訪れ、最終的な和解のための交渉が開始された。 1998年10月、エクアドルとペルーはリオデジャネイロ議定書の保証人の意見に基づき、フジモリ大統領は国境の定まっていない78キロメートルを画定するEl acto Brasilaに署名した。

### 強制避妊政策
1995年、フジモリ大統領は「2000年までに極度の貧困を50%減らしていきたい」と発言。翌年に「家族計画全国プログラム」を発表。そこには「安全な避妊法を無料で提供する」と書かれていたが、当初掲げられた理念からは離れ、現場では女性たちの同意を得ないまま手術を行うケースが多発。1996年から2000年にかけて、不妊手術を受けたのは約33万人。その内の3割程度しか事前に同意が得られなかったと推定されている。特にアンデスやアマゾンなど低所得者層が暮らす地域で無理が生じた。数値目標が掲げられ、アマソナス州では66%、アンカシュ州では38%のノルマが医師に課せられ手術をした。
これらの資金は主に、米国際開発局 (USAID) や国連人口基金 (UNFPA) から出ていたが、曽野綾子が当時会長を務めていた日本財団も、この計画を支援した。

### 2000年の総選挙
1990年代後半、多くの腐敗事件が明るみにだされ、経済不況が戻ったことから、フジモリ大統領の支持率は低下した。にもかかわらず、正当解釈法に見られるようなフジモリの権力を手放さない姿勢は確固たるものとなっていた。1998年9月、フジモリストが多数議席を占めていた国会は、正当解釈法が無効であるという訴えを退けた。
2000年の総選挙（Elecciones generales de Perú de 2000）でフジモリは事実上の第三期目となる大統領選に立候補する。4月初めの投票ではフジモリ大統領候補も他の候補も過半数に届かず、5月に決選投票を行うこととなった。第1回目の投票で開票作業に不正操作があったことを、選挙の監視に来ていたOAS、ペルー国内の、行政外部監視機関（オンブスマン）や対立候補だったポシブレ党（Perú Posible）のリーダーのアレハンドロ・トレド 陣営から指摘され、5月28日に予定されていた決選投票を延期し、その間に透明性のある開票方法をとるように要請が出された。フジモリ大統領は開票作業の透明性に問題はないとして、内外の要請を拒否した。予定通り5月末の選挙を強行するとしたので、OASは選挙監視の意味がなくなったとしてペルーを引き上げ、アレハンドロ・トレドも大統領に抗議する形で決選投票をボイコットすると発表した。実質的な大統領信任投票となった決選投票では、フジモリ大統領が過半数を獲得し、三選を果たした。

### 2000年からの政権運営

#### 賄賂ビデオとモンテシノスの逃亡
2000年、三期目の任期開始直後の9月14日、フジモリ大統領の側近だったペルー国家情報局顧問ブラディミロ・モンテシノスによる汚職の光景を捉えたビデオ映像(Vladivideo)が野党議員によって公開された。モンテシノス自身が設置したとされる隠しカメラを通じたビデオ映像には、彼がフジモリ支持を取りつけるために他の野党議員に賄賂を手渡す場面が記録されていた。フジモリ政権の最大最後の危機が訪れた。9月16日、フジモリは国家情報局の廃止と総選挙を発表し、この総選挙でフジモリが候補者として積極的に参加することはないと付け加えた。
フジモリは、多くの市民の怒りを呼んだため、モンテシノスを情報局顧問として正式な地位から退任させた。報酬としてモンテシノスに個人的に1500万ドルの現金を渡した。その後、モンテシノスは政治的亡命を求めてパナマへ向かったが、許可されなかった。 10月23日、一旦ペルーに戻り、 10月29日、再びカリスマ号に乗船し、最終的に極秘のうちにベネズエラに到着した。2001年6月、8か月の逃亡の末、ベネズエラ当局によって身柄を取り押さえられ、ペルーへと引き渡された。

#### 大統領職の放棄
つぎにペルーから逃亡を図ったのはフジモリ大統領自身だった。政治的圧力と不安定さの中で、2000年11月13日、ブルネイで開かれたAPEC首脳会議に出席した。 それからクアラルンプールを経由して東京に到着し、その後イベロアメリカ首脳会議のためにパナマへ向かう予定だった。しかし、フジモリは東京に留まり続けた。フジモリはホテルニューオータニに滞在し、「（ペルーの）邪魔になることは望ましいことではない」とAFP通信に語った。

東京から、議会議長にファックスが送られ、正式に大統領職の辞任が発表され、続いて彼の支持者にメッセージが送られた。
私は戻って、私の存在の現状とこの国（ペルー）の移行プロセスへの参加の適切さについて自問し、正式に辞任しなければならないという結論に至った。
このようにして、わたしたちの憲法を熟考している状況が秩序ある移行を可能にする決定的な政治的緩和の段階へと向かう道を開き、とりわけ重要な何かが私たちの経済の強さを保ってゆく。
2000年11月19日　アルベルト・フジモリ・フジモリ
これは事実上の亡命であった。日本政府は、フジモリ元大統領は日本国籍保持者であるため、日本滞在には何の問題もないとした。

### 罷免と政府関係の資産凍結
様々な不祥事と稀な事態を前にペルー共和国議会は辞任を拒否した。さらに共和国の大統領の「永久的な道徳的無能（incapacidad moral permanente）」を宣言、フジモリ大統領を罷免した上で、今後10年間公的立場に立つことを禁じた。
法務省のホセ・ウガズ特別検察官は、元情報局顧問モンテシノスや以前の政府関係者および彼らに関連したビジネス口座の凍結を請求し、認可された。スイスでは1億4000万ドル、ケイマン諸島、米国、その他の国で計400万ドル。 ペルー国内で1800万ドルもの金額が凍結された。
しかし、アルベルト・フジモリやその親戚の名前ではこれまでに口座凍結は確認されていない。

### 二重国籍疑惑
2001年9月にはペルーの司法長官がフジモリを殺人罪で起訴し、2003年3月にはICPOを通じ人道犯罪の罪で国際手配の依頼が行われた。日本大使公邸事件の際、投降したゲリラを射殺した容疑である。ペルー政府はその他の権力乱用罪でも日本に身柄引渡しをたびたび求めたが、これに関して日本政府は引き渡しを拒否し続けた。
フジモリは日系人であり、ペルーと日本の二重国籍者である。日本政府はフジモリが日本人夫婦の元に生まれ、出生時に日本国籍を留保していることを理由に彼が現在も日本国籍を保有していることを認めており、フジモリの二重国籍を事実上容認している（1984年以前から日本国籍と外国籍の双方を保持している者は1985年1月1日の改正国籍法施行の日に外国籍を取得したものと見なされるので、成人の場合2年以内（1986年12月31日まで）に国籍の選択をしなければ自動的に日本国籍の選択の宣言をしたとみなされる）。
一方で、「一国の国家元首が二重国籍者であることを隠していた」という点はペルーで大きな批判の対象になった。ペルーの法律は二重国籍者が大統領になることを禁じており（ただし過去にスペインの植民地であったことからスペインとの二重国籍であれば容認される）、フジモリは大統領選挙運動中に「日本国籍を持っていない」と宣言していたという。フジモリは大統領当時に資金援助のために訪日の際も、日本人ではなくペルー人であるからとして日本語を話すことを拒否し、スペイン語のみで会見していた。
2005年6月、フジモリ元大統領はペルー国営テレビの政見放送を通じて次期大統領選挙への出馬の意向を表明した。現職のアレハンドロ・トレド大統領を始めとする次期大統領候補の不人気もあり、1990年代の景気好転の時期の大統領であったフジモリ元大統領は、特に貧困層の国民から非常に高い支持を受けているとされた。（もっとも、次項以下に記載するとおり、その後、離日したフジモリがチリで逮捕され出馬が不可能となり、フジモリ派として立候補した大統領候補者の得票率は低いものに終わった。ただし、同時に行われた国会議員選挙（非拘束名簿式比例代表制）において、娘のケイコ・フジモリが60万票以上の個人票を獲得して全国トップで当選し、支持の根強さも見せた。）

### 離日とチリ政府による拘束
2005年10月、彼は2006年に行われる大統領選挙に出馬するために日本を離れ、まずチリに向かったが、11月7日チリの警察に逮捕された。2006年1月、ペルー中央選管は大統領選出馬を認めない旨最終決定する。また、同年4月には支援者である女性実業家で、株式会社ホテルプリンセスガーデン社長及び文筆家である片岡都美との結婚を発表した。片岡都美が経営する目黒プリンセスガーデンホテルはフジモリが日本に滞在中宿泊した場所である。フジモリはのちに保釈され、チリの首都サンティアゴにある自宅で暮らした。チリ国内から政治活動を行おうとし、これに対しチリ政府は「利用するな」と苦言を呈した。
なお、公金横領罪容疑については、2005年10月にペルー最高裁が証拠不十分として無罪判決を出した。

### 日本政界への意欲
2007年6月18日、日本の国民新党が参議院選挙に同党の比例代表公認候補として出馬するよう要請 し、6月27日、立候補を表明した。また、フジモリは民主党に立候補を打診し断られていたという。6月28日、サイトで立候補表明すると共に、将来のペルー政界復帰も約束した。
その動きについてのペルー国内での反応としては、ペルーのガルシア大統領は同日、「国民がどう思うか。大いに失望した」と日本での立候補を批判。ペルーの有力紙『レプブリカ』は「引き渡し逃れは明らか」と非難し、『コメルシオ』紙も芸者姿のフジモリを載せるなど、ペルーのマスコミは相次いで反発した。中には、「卑怯者」「SAYONARA!」など、日本語の見出しで批判した新聞もあった。
7月5日には国民新党の亀井静香代表代行が麻生太郎外務大臣に対し、選挙運動が可能になるようにフジモリを釈放するようペルー政府に働きかけるよう要請したが、麻生に「（釈放、帰国要請は）独立国家として無理がある」として断られている。この結果、フジモリの選挙運動は候補者不在の中行なわれ、政見放送にも参加できなかった。選挙期間中は、デヴィ・スカルノが各地でフジモリへの投票を呼び掛ける演説を行った。
選挙の名簿では本名「片岡謙也」、通称「フジモリ」という名義で登載された。投票の結果、国民新党の当選枠は1人となり、フジモリは国民新党4位であったため落選した。

### 送還と逮捕
2007年9月21日、チリ最高裁はペルー政府より2006年からなされていた身柄引き渡し要請について認める旨決定。嫌疑は軍による民間人殺害への関与など2件の人権侵害と汚職5件の計7件。引渡し後は、刑事被告人として裁かれる、ということになった。23日、チリを離れ、ペルーの首都リマへ到着し、そのまま国家警察の施設へ収容された。
10月5日、ペルー最高裁は7件の容疑について3つに統合した上で11月26日から審理を開始することを決めた。
12月10日の初公判でペルー検察は禁錮30年を求刑し、フジモリ被告は無罪を主張した。さらに大統領時代の功績にも熱弁を振るったため、裁判長から注意を受けた。2008年4月15日、ペルー最高裁は、令状なしでモンテシノス元国家情報部顧問関係先への家宅捜索を命じた容疑で、禁錮6年と2年間の公民権剥奪と40万ソル（約1500万円）の罰金を命じた有罪判決を下した。
2009年4月7日、1990年代にペルーで起きた軍特殊部隊（コリーナ部隊）による民間人殺害事件の「ラ・カントゥタ事件」「バリオス・アルトス事件」について、一審であるペルーの最高裁特別法廷はフジモリ被告を有罪として禁錮25年の判決を下した。
2010年1月3日、最高裁刑事法廷は、禁錮25年と被害者遺族への賠償金支払いを命じた一審の判断を支持する判決を下した、と発表した。裁判は二審制で、これにより同事件での実刑が確定した。
2017年6月頃よりペドロ・パブロ・クチンスキ大統領がフジモリの獄死を回避するため、医師団が健康上問題ないと判断すれば恩赦を実施する意向を表明。12月23日にフジモリは急激な血圧の低下と心拍異常によりリマ市内の病院に入院し、翌12月24日にクチンスキはフジモリを含む8人の恩赦を決定した。同年11月にはクチンスキの汚職疑惑を受けて罷免決議案が野党フエルサ・ポプラル（フジモリ派）によって議会に上程されたが、フジモリの次男ケンジによって反対票が取りまとめられ、11月21日の採決では決議案は否決、クチンスキの首がつながったという経緯があったため、恩赦に否定的な勢力からは野党議員に対し、罷免反対票とフジモリ恩赦の取引が行われたと非難が巻き起こり、恩赦に反対するデモも発生した。
恩赦後、フジモリは病床からビデオメッセージをフェイスブックに投稿し、今後は政界には戻らずクチンスキ政権へ協力することと、自らの大統領時代に強権を行使したことへの謝罪の言葉を口にした。2018年1月4日、リマ市内の病院を退院し、約10年ぶりに自由の身となった。しかし同年10月3日になって最高裁は、フジモリの健康状態は自由にしなければならないほど悪くはないとして恩赦を取り消し、フジモリの身柄を拘束するよう命じた。直後にフジモリは体調不良で入院し、長女で政治家のケイコ・フジモリは不服を訴えた が、そのケイコは同年10月10日、ブラジルに端を発し南米各国（少なくとも11ヶ国を）巻き込んだ「オペレーション・カー・ウォッシュ」と呼ばれるマネーロンダリング事件にブラジル企業オデブレヒトを介して関わったとして、身柄を拘束されている。
2021年10月1日、収監中の拘置施設で激しい頭痛や動悸を訴え、血中酸素飽和度の低下や胸の痛みなどの症状がみられた。これに伴い、リマ市内の病院に入院する事となり、マスク姿で車いすに乗り、転院する様子が報じられた。容態が悪化したため10月4日には別の病院に転院して心臓手術を受け、術後は容態が安定していると発表された。2022年3月17日に憲法裁が恩赦の復活を決定し、フジモリは再び釈放されることとなった。4月8日、米州人権裁判所はペルー政府に対し、フジモリの釈放を認めるべきではないとの決議を出した。ペルー政府は人権裁の判断に従うとしている。11月15日、クチンスキの罷免決議を回避するため国会議員に働きかけたとして、地位の不正利用の罪でケンジが禁錮4年6月、公職停止1年6月と罰金5万2千ソルの判決を言い渡された。
2023年12月5日、憲法裁がフジモリの即時釈放を命じた。6日に収監先の施設から釈放され、約5年ぶりに自由の身となった。

### 死去
2024年9月11日、娘のケイコ・フジモリが自らのSNSにて「父は長い闘病の上、ガンのために神に召された。お父さん本当にありがとう！」と記し、アルベルト・フジモリが死去したことを発表した。86歳没。アルベルト・フジモリの死を受け、ペルー全土で3日間の服喪期間が設けられた。3日間、ペルー国立博物館に遺体が安置された後にペルー国立劇場で国葬が行われた。
国葬には第64代大統領のディナ・ボルアルテとグスタボ・アドリアンセン首相ら閣僚、国会議員が参列。14日、リマ郊外のカンポ・フェ墓地に埋葬された。

## 評価
アルベルト・フジモリは第一次アラン・ガルシア政権時代（1985－90）に混迷を深めたペルー経済を立て直し、麻薬組織および左翼ゲリラを中心としたペルー国内の混乱に歯止めをかけた実績が評価されている。しかし、1993年の軍事クーデター以後に顕著となった言論統制を含めた牽強付会で腐敗の多い独裁的な統治を批判する者も多く、新自由主義的な経済政策と権威主義的な政治手法がチリのアウグスト・ピノチェトと共通するとして愛称をもじってchinochet（チノチェト）とも揶揄された。とりわけ憲法の真正解釈法による三選は議論をよび、その亡命による辞任はペルー国内で激しい反発を招いた。

## 日本との関わり

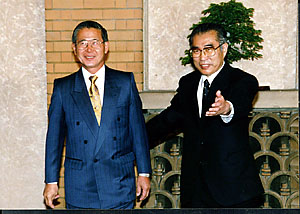
内閣総理大臣の小渕恵三と（1999年、内閣総理大臣官邸）

- 両親は日本からの移民で、フジモリ自身は日系二世である。スペイン語、日本語が母語で、英語にも堪能（いわゆるトリリンガル）である。
- 日本の関係者では岸田秀、曾野綾子、石原慎太郎、徳田虎雄、須田慎一郎と親交があったことでも知られた。
- 大統領時代には毎年日本を訪問していた。1999年5月時点で大統領として10回の訪日を行っている[92]。
- 1990年7月4日、両親の故郷である熊本県河内町を訪問し、名誉町民第1号を贈られた。
- 2021年12月22日、外務省がフジモリの来日をめぐる文書をまとめたファイルを公開した。フジモリは1990年の大統領選中から訪日を内々に打診し、妹尾正毅ペルー大使との事前打ち合わせでは、訪日の目的を「経済支援要請や観光の呼びかけ」「日本の親族訪問というセンチメンタリズム」と語っている[93]。妹尾大使は、公電で「初の日系大統領ということで心情本位の対応に流れすぎるのも問題」としつつ、「親近感と期待を素直に受け止め、できるだけ好意的かつ前向きの対応をすることが同政権の基盤強化と日ペルー友好に資する」と述べている[93]。

## 著書
- 岸田秀 訳『アルベルト・フジモリ、テロと闘う』（中公新書ラクレ、2002年） ISBN 4-12-150035-0
- 『30世紀へのメッセージ 世界と日本の架け橋となる科学技術』（三和書籍、2002年） ISBN 4-916037-46-4　高嶋康豪との共著
- 『日本はテロと戦えるか』（扶桑社、2003年） ISBN 4-594-03856-5　菅沼光弘との共著
- 岸田秀 訳『大統領への道 アルベルト・フジモリ回想録』（中央公論新社、2003年） ISBN 4-12-003453-4

## 関連人物
- サンチアゴ・フジモリ：弟、ペルーの法律家
- スサーナ・ヒグチ：前夫人
- ケイコ・フジモリ：娘、実業家・政治家
- ケンジ・フジモリ：息子、実業家・政治家
- ビクトル・アリトミ（スペイン語版）：義弟、駐日大使（在任期間は1991年～2001年、フジモリ政権期とほぼ重なる）